# Kamienica przy ulicy Chopina 2 w Katowicach
Kamienica przy ulicy Fryderyka Chopina 2 w Katowicach – narożna kamienica mieszkalno-handlowa, położona przy ulicy F. Chopina 2 (róg z ulicą Stawową) w Śródmieściu Katowic. Została wzniesiona w 1892 roku i architektonicznie reprezentuje styl historyzmu z elementami modernizmu. 

## Historia
Kamienica została wzniesiona w 1892 (bądź około 1900) roku. Nie jest znany projektant budynku.
W 1929 r. w kamienicy przy ówczesnej ulicy Szopena 2 mieściło się m.in. przedstawicielstwo fabryki pianin B. Sommerfelda z Bydgoszczy. W 1935 roku właścicielem tej kamienicy był Jerzy Lippman, a prócz mieszkań siedzibę miały tutaj następujące przedsiębiorstwa: „Ferron”, „Elektro-Radjo”, „Bazar Papierniczy”, skład wyrobów gumowych „Para-Rubber” i pralnia „Kryształ”.
Kamienica przeszła remont elewacji, którego projekt został opracowany w 2006 roku przez Agnieszką Kruczek. Wykonawcą prac remontowych była spółka Konior.
W lipcu 2023 roku przy ulicy F. Chopina 2 w systemie REGON zarejestrowanych było 5 przedsiębiorstw, w tym: zakład optyczny, kancelaria adwokacka i cukiernia.

## Charakterystyka
Kamienica mieszkalno-handlowa położona jest przy ulicy F. Chopina 2 (róg z ulicą Stawową) w Katowicach, w granicach dzielnicy Śródmieście, w narożniku zwartej pierzei zabudowy.
Jest to budynek murowany z cegły, powstały na planie odwróconej litery „L”, ze ściętym narożnikiem, zwieńczony dachem mansardowym z lukarnami i dwoma mansradami w częściach narożnych. Powierzchnia zabudowy kamienicy wynosi 294 m². Liczy 5 kondygnacji nadziemnych i 1 podziemną.
Kamienica architektonicznie reprezentuje styl historyzmu z elementami modernizmu. Szeroki narożnik kamienicy stanowi część elewacji frontowej i ma on pięć osi (na czwartej kondygnacji trzy osie). Elewacja od strony ulicy F. Chopina jest jednoosiowa, a od ulicy Stawowej czteroosiowa. Parter kamienicy jest wtórny i potynkowany, zaś elewacja na wyższych piętrach jest oblicowana cegłą. Narożniki części ściętej elewacji są tynkowane i boniowane. Na osi środkowej narożnika znajduje się wykusz sięgający od drugiej do czwartej kondygnacji, zakończony kopułą. Do narożnika zarówno od strony F. Chopina jak i ulicy Stawowej przylegają wykusze na poziomie drugiej – trzeciej kondygnacji, które są zakończone balkonami.
Otwory okienne kamienicy są prostokątne, a na drugiej i trzeciej kondygnacji wykusza na narożu budynku są trójdzielne z kamiennymi słupkami. Stolarka okienna jest dwu-, cztero- i sześciokwaterowa ze ślemieniem.
W sieni kamienicy znajduje się oryginalna lastrykowa posadzka, drewniane schody są dwubiegowe, z drewnianą balustradą tralkową. Kamienica nie ma bramy przejazdowej ani oficyn.
Kamienica ta charakteryzuje się tym, iż jej fasada jest zasłaniana przez reklamy wielkoformatowe.
Kamienica wpisana jest do gminnej ewidencji zabytków miasta Katowice.